# Verbascum abandense
Verbascum abandense är en flenörtsväxtart som beskrevs av Hub.-mor.. Verbascum abandense ingår i släktet kungsljus, och familjen flenörtsväxter. Inga underarter finns listade i Catalogue of Life.